# Famille Baur
Pour les articles homonymes, voir Baur.
La famille Baur est une famille de musiciens français des époques classique et préromantique, pour la plupart harpistes et compositeurs,.

## Membres
Le patriarche est Jean Baur, harpiste et compositeur originaire de Lorraine, né en 1719,,.
Sa fille, Marie-Marguerite Baur (1748-1828), est harpiste et se produit notamment au Concert spirituel,,. Elle épouse le chimiste Claude-Louis Berthollet en 1779 et meurt en 1828,.
Son fils, Barthélemy Baur (1751-1823), également connu comme « Baur le fils », est harpiste et compositeur,,.
Le fils de Barthélémy, Charles-Alexis Baur (né en 1789), est lui aussi harpiste et compositeur,,.